# Calvin Weston
G. Calvin Weston, né le 6 juin 1959 à Philadelphie, est un batteur de jazz/funk américain.

## Biographie
Calvin Weston commence à s'intéresser à la batterie à l'âge de six ans, il vit alors à Philadelphie et a l'occasion de voir sur scène des musiciens tels que Stevie Wonder, The Jackson Five ou James Brown. Remarquant l'intérêt qu'il porte à l'instrument, son père lui achète sa première batterie. À l'école, il apprend à lire la musique et joue de la caisse claire dans un ensemble. Il fonde également à l'époque le groupe Bad Influence qui tourne dans les clubs et cabarets de Philadelphie.
À l'âge de 17 ans, il rejoint le groupe Prime Time d'Ornette Coleman avec lequel il tourne en Amérique du Nord et en Europe et enregistrera quatre albums. Il jouera ensuite quelque temps avec le guitariste James “Blood” Ulmer avant de rejoindre le groupe Lounge Lizards en 1990. Il jouera et enregistrera par la suite avec de nombreux musiciens tels que Billy Martin, Tricky, Eyvind Kang, Derek Bailey, Marc Ribot ou James Carter. Il participe également a des enregistrements de bandes originales par exemple Get Shorty. Enfin, il devient leader de sa propre formation, Calvin Weston's Big Tree.
Aujourd'hui, il joue avec Jamaaladeen Tacuma et Vernon Reid au sein du groupe Free Form Funky Freqs, et avec Jean-Paul Bourelly et Melvin Gibbs au sein de Gypsys Reloaded.

## Discographie

### En tant que leader ou coleader
- 1995: Dance Romance (In+Out)
- 1999: Derek Baily/Jamaaladeen Tacuma/Calvin Weston, Mirakle (Orange Music)
- 2003: Billy Martin/Grant Calvin Weston/DJ Logic, For No One In Particular(Amulet Records)
- 2003: Calvin Weston's Big Tree, When We Were Young (It's a Pleasure)
- 2007: Free Form Funky Freqs, Urban Mythology Volume One (Thirsty Ear)
- 2008: Jason Crowley & Calvin Weston, My Gypsy Lover
- 2008: Nassira (Amulet Records)
- 2014: Viktor Séthy & Grant Calvin Weston, Elemets of fusion[2]
- 2016: Ian Naismith & Grant Calvin Weston "No Zone"
- 2017: Ian Naismith & Grant Calvin Weston "Hopeful Souls"

### En tant que sideman

#### AvecOrnette Coleman
- 1979: Of Human Feelings (Columbia Records)
- 1987: In All Languages (Acoustilog Studios)
- 1988: Virgin Beauty

#### AvecJames Blood Ulmer
- 1980: Are You Glad To Be In America? (Artist House)
- 1981: Free Lancing (CBS)
- 1982: Black Rock (CBS)
- 1986: Got Something Good For You (Moers Music)
- 1990: George Adams / James Blood Ulmer Quarter ”Jazzbuhne Berlin '85 (Repertoire)
- 1990: Black & Blues
- 1990: Blues Allnight (In+Out)

#### AvecTricky
- 1998: Angels With Dirty Faces (Island)

#### AvecThe Lounge Lizards
- 1998: Queen of All Ears

#### AvecEyvind Kang
- 1997: Eyvind Kang on Dying Ground Live at the Knitting Factory

#### AvecJohn Lurie
- 1999: African Swim and Manny Lo

#### AvecJames Carter
- 2000: Layin' In The Cut (Atlantic)

#### AvecMarc Ribot
- 2007: Asmodeus / Book Of Angels Vol 7 (Tzadik)
- 2015: The Young Philadelphians Live in Tokyo (Enja)